# Holocentridae
Holocentridae é uma família de peixes da ordem Beryciformes. São encontrados nos oceanos Atlântico, Pacífico e Índico. São conhecidos como peixes-esquilo e peixes-soldado.

## Espécies
São mais de 80 espécies em 8 gêneros:
- Subfamília Holocentrinae
  - Gênero Holocentrus Scopoli, 1777
    - Holocentrus adscensionis (Osbeck, 1765)
    - Holocentrus rufus (Walbaum, 1792)

  - Gênero Neoniphon Castelnau, 1875
    - Neoniphon argenteus (Valenciennes in Cuvier e Valenciennes, 1831)
    - Neoniphon aurolineatus (Liénard, 1839)
    - Neoniphon marianus (Cuvier in Cuvier e Valenciennes, 1829)
    - Neoniphon opercularis (Valenciennes in Cuvier e Valenciennes, 1831)
    - Neoniphon sammara (Forsskål, 1775)

  - Gênero Sargocentron Fowler, 1904
    - Sargocentron bullisi (Woods, 1955)
    - Sargocentron caudimaculatum (Rüppell, 1838)
    - Sargocentron cornutum (Bleeker, 1853)
    - Sargocentron coruscum (Poey, 1860)
    - Sargocentron diadema (Lacepède, 1802)
    - Sargocentron dorsomaculatum (Shimizu e Yamakawa, 1979)
    - Sargocentron ensifer (Jordan e Evermann, 1903)
    - Sargocentron furcatum (Günther, 1859)
    - Sargocentron hastatum (Cuvier in Cuvier e Valenciennes, 1829)
    - Sargocentron hormion Randall, 1998
    - Sargocentron inaequalis Randall e Heemstra, 1985
    - Sargocentron iota Randall, 1998
    - Sargocentron ittodai (Jordan e Fowler, 1902)
    - Sargocentron lepros (Allen e Cross, 1983)
    - Sargocentron macrosquamis Golani, 1984
    - Sargocentron marisrubri Randall, Golani e Diamant, 1989
    - Sargocentron megalops Randall, 1998
    - Sargocentron melanospilos (Bleeker, 1858)
    - Sargocentron microstoma (Günther, 1859)
    - Sargocentron poco (Woods, 1965)
    - Sargocentron praslin (Lacepède, 1802)
    - Sargocentron punctatissimum (Cuvier in Cuvier e Valenciennes, 1829)
    - Sargocentron rubrum (Forsskål, 1775)
    - Sargocentron seychellense (Smith and Smith, 1963)
    - Sargocentron shimizui Randall, 1998
    - Sargocentron spiniferum (Forsskål, 1775)
    - Sargocentron spinosissimum (Temminck e Schlegel, 1843)
    - Sargocentron suborbitalis (Gill, 1863)
    - Sargocentron tiere (Cuvier in Cuvier e Valenciennes, 1829)
    - Sargocentron tiereoides (Bleeker, 1853)
    - Sargocentron vexillarium (Poey, 1860)
    - Sargocentron violaceum (Bleeker, 1853)
    - Sargocentron wilhelmi (de Buen, 1963)
    - Sargocentron xantherythrum (Jordan e Evermann, 1903)
- Subfamília Myripristinae
  - Gênero Corniger Agassiz in Spix e Agassiz, 1831
    - Corniger spinosus Agassiz in Spix e Agassiz, 1831

  - Gênero Myripristis Cuvier, 1829
    - Myripristis adusta Bleeker, 1853
    - Myripristis amaena (Castelnau, 1873)
    - Myripristis astakhovi Kotlyar, 1997
    - Myripristis aulacodes Randall e Greenfield, 1996
    - Myripristis berndti Jordan e Evermann, 1903
    - Myripristis botche Curvier, 1829
    - Myripristis chryseres Jordan e Evermann, 1903
    - Myripristis clarionensis Gilbert, 1897
    - Myripristis earlei Randall, Allen e Robertson, 2003
    - Myripristis formosa Randall e Greenfield, 1996
    - Myripristis gildi Greenfield, 1965
    - Myripristis greenfieldi Randall e Yamakawa, 1996
    - Myripristis hexagona (Lacépède, 1802)
    - Myripristis jacobus Cuvier in Cuvier e Valenciennes, 1829
    - Myripristis kochiensis Randall e Yamakawa, 1996
    - Myripristis kuntee Valenciennes in Cuvier e Valenciennes, 1831
    - Myripristis leiognathus Valenciennes, 1846
    - Myripristis murdjan (Forsskål, 1775)
    - Myripristis pralinia Cuvier in Cuvier e Valenciennes, 1829
    - Myripristis randalli Greenfield, 1974
    - Myripristis robusta Randall and Greenfield, 1996
    - Myripristis seychellensis Cuvier in Cuvier and Valenciennes, 1829
    - Myripristis tiki Greenfield, 1974
    - Myripristis trachyacron Bleeker, 1863
    - Myripristis violacea Bleeker, 1851
    - Myripristis vittata Valenciennes in Cuvier e Valenciennes, 1831
    - Myripristis woodsi Greenfield, 1974
    - Myripristis xanthacra Randall e Guézé, 1981

  - Gênero Ostichthys Cuvier in Cuvier e Valenciennes, 1829
    - Ostichthys acanthorhinus Randall, Shimizu e Yamakawa, 1982
    - Ostichthys archiepiscopus (Valenciennes, 1862)
    - Ostichthys brachygnathus Randall e Myers, 1993
    - Ostichthys delta Randall, Shimizu e Yamakawa, 1982
    - Ostichthys hypsipterygion Randall, Shimizu e Yamakawa, 1982
    - Ostichthys japonicus (Cuvier in Cuvier e Valenciennes, 1829)
    - Ostichthys kaianus (Günther, 1880)
    - Ostichthys ovaloculus Randall e Wrobel, 1988
    - Ostichthys sandix Randall, Shimizu e Yamakawa, 1982
    - Ostichthys sheni Chen, Shao and Mok, 1990
    - Ostichthys trachypoma (Günther, 1859)

  - Gênero Plectrypops Gill, 1862
    - Plectrypops lima (Valenciennes in Cuvier e Valenciennes, 1831)
    - Plectrypops retrospinis (Guichenot, 1853)

  - Gênero Pristilepis Randall, Shimizu e Yamakawa, 1982
    - Pristilepis oligolepis (Whitley, 1941)